# Hibiscus fluvialis
Hibiscus fluvialis är en malvaväxtart som beskrevs av Juswara och Craven. Hibiscus fluvialis ingår i Hibiskussläktet som ingår i familjen malvaväxter. Inga underarter finns listade i Catalogue of Life.